# Ferreries
Ferreries település Spanyolországban, a Baleár-szigeteken. Ferreries Ciutadella de Menorca, Es Mercadal és Es Migjorn Gran községekkel határos. Lakosainak száma 5114 fő (2024).

## Népesség
A település népessége az elmúlt években az alábbi módon változott:
| Lakosok száma | 4134 | 4338 | 4476 | 4669 | 4717 | 4630 | 4617 | 4777 | 4892 | 5114 |
|               | 2001 | 2004 | 2006 | 2009 | 2011 | 2014 | 2016 | 2019 | 2021 | 2024 |